# Master of Public Health
Master of Public Health （MPH、公衆衛生学修士）は、公衆衛生を体系的に学び、その活動に従事する高度実務専門職育成のための修士号である。マスター・オブ・パブリックヘルス、略称はMPH。

## 公衆衛生
公衆衛生とは「組織された社会的努力を通じて、疾病を予防し、生命を延長し、身体的および精神的健康を増進させようとする科学であり技術」である。公衆衛生の目的は、人々の生命や健康を守ることである。その方法として、人々の集団を対象に、健康な生活を妨げる病気などの根本的原因を研究で検証し、研究の科学的根拠に基づいて人口集団に働きかけて介入することに特徴がある。

## MPHの教育
国際的に、MPH取得者には、1．疫学、2．生物統計学、3．保健医療政策・管理学、4．環境保健学、5．健康行動学からなる5つの公衆衛生の基本5領域を体系的に学ぶことが求められる。
体系的な知識や実践力を活かして、感染症、生活習慣病などの疾病予防・対策や、保健医療政策や社会保障制度策定、地域づくりや健康の社会的決定要因への介入など、幅広いアプローチを通じて人々を健康にするために活動する素養を学ぶ。近年、公衆衛生に関する課題は益々複雑になっている。その解決のためには、知識の習得だけではなく理論と実務を架橋した教育を重視する国内外の状況を受け、公衆衛生大学院プログラム校連絡会議では、日本で教育されるMPH取得者が有するべき能力・資質（コンピテンシー）を定めた。

## MPH取得者の活動・就職領域
公衆衛生は人々の健康と生命、生活を守ることを目的とした領域であるため、MPH取得者が働く領域は広く、潜在的な活動領域も多岐にわたる。MPH取得者の代表的な就職先を挙げる。
例
- 行政 - 中央官庁（厚生労働省など）、都道府県庁、市区町村役所、保健所
- 国際機関 - 世界保健機関(WHO)、国際連合児童基金(UNICEF)、国際連合、世界銀行 など
- 民間企業 - 製薬企業、医療機器関連企業、シンクタンク、コンサルティング会社、データ分析会社、マスコミ、広告業界
- 研究機関 - 大学、研究所
- 臨床系 - 病院、診療所
- その他、介護・福祉施設等、非政府組織(NGO)、非営利組織(NPO)、起業 など

国際的に、世界保健機関(WHO)、米国疾病予防管理センター(CDC)などの公衆衛生専門機関では、MPH取得を就職者の必須条件とする場合がある。

## MPH取得者の多様性
人々の集団の健康を守る公衆衛生に取り組むMPHは、健康や保健医療に関する領域であるにもかかわらず、その学生や教員は必ずしも医療従事者である必要がなく、専門の多様性に富むのが特徴である。学生や教員は、医療従事者である医師・看護師・保健師・薬剤師などが多いものの、医療従事者でなくても良い。現在の多様化する公衆衛生問題の解決には、幅広い分野のバックグラウンドを持つ専門家が必要とされているためである。
MPH取得者の活躍の場は、感染症や生活習慣病など各種疾病対策を策定して予防活動を行う行政機関や、公衆衛生活動の根拠になる疫学研究を行う研究機関や大学等が代表的である。現在では公衆衛生の多様化に伴い、さまざまな分野の専門家がMPHを取得して活躍している。
たとえば、保健医療行政や政策、医療費などの課題には、経済学や政治学、法律学の専門家も必要であり、健康に関する情報管理やビッグデータ分析、環境衛生の技術には、理学や工学の専門家も求められる。感染症対策には感染に関するデータ分析の技術も不可欠であり、さらに人獣共通感染症や薬剤耐性菌の課題では、農業や獣医学も注目されている。地域における健康づくりの視点からは、保健医療と共に、社会学や人類学、行動科学などの知識を要する場合がある。そして、適格な情報をわかりやすく伝えるコミュニケーションには行動科学、心理学などの人文科学系の素養も活用される。そのほか、国際協力、災害対策、環境問題などの分野横断的な領域も多く、幅広いバックグラウンドを有する関係者が参加する可能性がある。このように、MPH教育課程では、実際に多様な学生と教育者が集い、「人々の健康を守る」ことに取り組んでいる。

## 日本におけるMPH教育機関
日本には2021年4月現在、公衆衛生大学院(SPH)が5校あり、修了後に「公衆衛生学修士※（専門職）」すなわちMPHを授与する。また、従来の医学系大学院、あるいは独立した研究科や専攻で公衆衛生学に力点を置いた教育を行い、公衆衛生学に関する修士号をMPHとして授与する大学院をプログラム校と称する。SPHとプログラム校は、共に日本のMPH教育に取り組む大学院として、公衆衛生大学院プログラム校連絡会議を組織して協力している。

### 日本のMPH教育校一覧（設立順 2021年4月現在）
MPH教育課程（もしくは、MPH同様に公衆衛生関連の専門職のための修士課程）を有する大学院を紹介する。
公衆衛生大学院
- 2000年 京都大学大学院医学研究科社会健康医学系専攻
- 2001年 九州大学大学院医学系学府医療経営・管理学専攻 2011年以降Master of Health Administration（MHA 医療経営・管理学修士号）を授与
- 2007年 東京大学大学院医学系研究科公共健康医学専攻
- 2011年 帝京大学大学院公衆衛生学研究科
- 2017年 聖路加国際大学大学院公衆衛生学研究科

プログラム校
- 2008年
  - 大阪大学大学院医学系研究科社会医学講座
  - 筑波大学人間総合科学研究群公衆衛生学学位プログラム
  - 長崎大学大学院国際健康開発研究科（2015年に熱帯医学・グローバルヘルス研究科グローバルヘルス専攻国際健康開発コースに改組）
- 2014年
  - 岡山大学大学院医歯薬学総合研究科医歯科学専攻公衆衛生学コース
  - 産業医科大学大学院産業衛生学専攻博士前期課程 Master of Occupational Health（MOH 産業衛生学修士号）を授与
- 2015年
  - 慶應義塾大学大学院健康マネジメント研究科公衆衛生・スポーツ健康科学専攻
  - 東北大学大学院医学系研究科公衆衛生学専攻
  - 広島大学大学院医系科学研究科総合健康科学専攻公衆衛生学プログラム
- 2017年
  - 高知大学大学院総合人間自然科学研究科修士課程医科学専攻公衆衛生学コース
  - 北海道大学大学院医学院医科学専攻修士課程公衆衛生学コース
  - 三重大学大学院医学系研究科医科学専攻修士課程公衆衛生学コース
- 2018年
  - 国際医療福祉大学大学院医学研究科公衆衛生学専攻
  - 東京医科歯科大学大学院医歯学総合研究科グローバルヘルスリーダー養成（MPH）コース
- 2019年
  - 神奈川県立保健福祉大学大学院ヘルスイノベーション研究科
- 2021年
  - 静岡社会健康医学大学院大学社会健康医学研究科

参照情報

### 公衆衛生大学院プログラム校連絡会議
主に日本におけるMPH教育を行う大学院からなる任意団体である。2015年に設立され、公衆衛生大学院5校とプログラム校14校の合計19校が加盟している（2020年3月現在）。主にMPH教育の質の向上と普及を目指して各校が連携し、公衆衛生活動に関係する協力を行い、高度な専門職教育を通じて公衆衛生に貢献する。

### 公衆衛生専門職大学院連絡協議会
大学基準協会による認証を受けた（今後認証を受ける）公衆衛生大学院(SPH)が加盟する協議会である。2020年3月現在、5校が加盟している。この会の目的は、
1. 専門職大学院認証評価に係わる基準の検討、
2. 公衆衛生専門職大学院における教育の連携の検討、
3. その他の公衆衛生専門職大学院に共通の問題の情報共有と検討

である。